# Allan Brown (szkocki piłkarz)
Allan Duncan Brown (ur. 12 października 1926 w Kennoway, zm. 20 kwietnia 2011 w Blackpool) – szkocki piłkarz występujący na pozycji napastnika oraz trener.

## Kariera klubowa
Brown treningi rozpoczął w amatorskim Kennoway AFC. W 1944 roku przeszedł do zespołu East Fife ze Scottish Division B. W sezonie 1947/1948 awansował z nim do Division A, a także zdobył Puchar Ligi Szkockiej. Sukces ten powtórzył w sezonie 1949/1950, w którym dotarł również do finału Pucharu Szkocji (porażka z Rangers).
W 1950 roku został zawodnikiem angielskiego Blackpool z Division One. W lidze tej zadebiutował 23 grudnia 1950 w wygranym 3:2 meczu z Charlton Athletic, zaś 3 marca 1951 w wygranym 3:0 pojedynku z Portsmouth strzelił swoje dwa debiutanckie gole w Division One. W sezonie 1952/1953 wraz z klubem wywalczył Puchar Anglii, a w sezonie 1955/1956 – wicemistrzostwo Anglii.
W 1956 roku odszedł do Luton Town, także grającego w Division One. W sezonie 1958/1959 dotarł z nim do finału Pucharu Anglii, w którym Luton został pokonany przez Nottingham Forest. W kolejnym sezonie spadł z klubem do Division Two. W 1960 roku odszedł do Portsmouth z Division Three i już w pierwszym sezonie awansował z nim do Division Two. Po odejściu z Portsmouth w 1963 roku, Brown był grającym trenerem nieligowego wówczas Wigan Athletic. W 1966 roku zakończył tam karierę piłkarza.
W Division One rozegrał 285 spotkań i zdobył 112 bramek.

## Kariera reprezentacyjna
W reprezentacji Szkocji Brown zadebiutował 26 kwietnia 1950 w wygranym 3:1 towarzyskim meczu ze Szwajcarią, a 21 maja 1950 w zremisowanym 2:2 towarzyskim pojedynku z Portugalią strzelił swojego pierwszego gola w kadrze. 
W 1954 roku został powołany do kadry na mistrzostwa świata. Zagrał na nich w obu spotkaniach swojej drużyny: z Austrią (0:1) i Urugwajem (0:7), a Szkocja zakończyła turniej na fazie grupowej.
W latach 1950–1954 w drużynie narodowej rozegrał 14 spotkań i zdobył 6 bramek.

## Kariera trenerska
Jako trener Brown prowadził zespoły Wigan Athletic, Luton Town, Torquay United, Bury, Nottingham Forest, Southport oraz Blackpool. Pracował głównie w Division Four, w sezonie 1967/1968 wygrywając te rozgrywki z Luton. Najwyższy szczebel na jakim trenował to Division Two, kiedy to w latach 1976–1978 był szkoleniowcem Blackpool.